# ライヴ・イン・カナダ 2005-ザ・ダーク・シークレット
『ライヴ・イン・カナダ 2005-ザ・ダーク・シークレット』(Live In Canada 2005 – The Dark Secret)は2006年に発売されたイタリアのパワーメタルバンド、ラプソディーのライブ・アルバム。

## 解説
- ラプソディー初のライブ・アルバム。
- 2005年6月14日にカナダで行われたライブを収録。
- 日本盤は改名後発売されたためラプソディー・オブ・ファイア名義となっている。

## 収録曲
1. ザ・ダーク・シークレット - The Dark Secret
2. アンホーリー・ウォークライ - Unholy Warcry
3. ウィズダム・オブ・ザ・キングス - Wisdom Of The Kings
4. ヴィレッジ・オブ・ドワーヴス - The Village Of Dwarves
5. エリアンズ・ミスティカル・ライムズ - Erian's Mystical Rhymes
6. ドーン・オブ・ヴィクトリー - Dawn Of Victory
7. ラメント・エロイコ～英雄の嘆き - Lamento Eroico
8. ナイトフォール・オン・ザ・グレイ・マウンテンズ - Nightfall On The Grey Mountains
9. マーチ・オブ・ザ・ソードマスター - The March Of The Swordmaster
10. エメラルド・ソード - Emerald Sword
11. グラン・フィナーレ - Gran Finale

## メンバー
- Fabio Lione - vocals
- Luca Turilli - lead & rhythm guitars
- Dominique Leurquin - lead & rhythm guitars
- Alex Staropoli - keyboards
- Patrice Guers - bass
- Alex Holzwarth - drums